# Bertrando de Garrigues
Bertrando de Garrigues (Garrigues, ... – Bouchet, 1230 circa) è stato un religioso francese.
Sacerdote professo dell'ordine dei frati predicatori, tra i primi seguaci del fondatore Domenico; il suo culto come beato fu confermato da papa Leone XIII nel 1881.

## Biografia
Non si conoscono notizie sulle sue origini ma, come tramandato da Giordano di Sassonia, Bertrando fu tra i primi compagni di san Domenico a Prouille e in un documento datato 23 ottobre 1216 è presentato come priore del convento domenicano di San Romano a Tolosa; dopo il riconoscimento papale del suo ordine, il fondatore lo destinò al convento di San Giacomo a Parigi, dove giunse nell'ottobre del 1217.
Nel capitolo generale del 1221 Bertrando fu eletto maestro provinciale di Provenza e, nonostante le difficoltà opposte dal conte Raimondo VI, si adoperò per il radicamento e l'espansione dell'ordine nella regione e per contrastare la diffusione del catarismo.
Morì tra le monache dell'abbazia cistercense di Bouchet, dove si era recato a predicare.

## Il culto
La tradizione agiografica narra di numerosi miracoli avvenuti mentre Bertrando era ancora in vita: incontrato un gruppo di pellegrini provenienti dalla Germania, nonostante non conoscesse la loro lingua, si rivolse a loro in tedesco; Giordano di Sassonia, invece, racconta che mentre camminava sotto la pioggia sotto un violento temporale l'acqua non lo toccava.
La sua memoria fu venerata dai domenicani sin dalla morte: Bernardo Gui tramanda che a 23 anni dal suo trapasso il suo corpo venne riesumato dal cimitero del monastero di Bouchet e fu trovato incorrotto; decaduta l'abbazia di Bouchet durante lo scisma d'Occidente, il suo corpo fu traslato nel convento domenicano di Orange, dove i frati ottennero da papa Martino V di esporlo alla venerazione dei fedeli. I resti di Bertrando furono bruciati dai protestanti nel 1561, durante le guerre di religione.
Un altare eretto in suo onore sopravvisse a Bouchet e nel 1870 il vescovo di Valence ne riconobbe il culto ab immemorabili. Papa Leone XIII, con decreto del 14 luglio 1881, ne confermò il culto con il titolo di beato e concesse alle diocesi di Valence e Nîmes di celebrarne la festa il 6 settembre.
Il suo elogio si legge nel martirologio romano al 6 settembre.